# SpaceX CRS-16
SpaceX CRS-16 eller SpX-16 var en obemannad flygning till Internationella rymdstationen med SpaceX:s rymdfarkost Dragon. Farkosten sköts upp med en Falcon 9-raket, från Cape Canaveral SLC-40, den 5 december 2018. Farkosten dockades med rymdstationen, med hjälp av Canadarm2, den 8 december 2018.
Farkosten lämnade rymdstationen den 13 januari 2019, några timmar senare återinträdde den i jordens atmosfär och landade i Stilla havet.
Uppskjutningen var planerad till den 4 december, men då prover på en artikel ombord på Dragon visade på mögel, valde man att flytta fram uppskjutningen ett dygn för att byta ut artikeln.

## Dragon
Flygningen var den andra för Dragon-kapseln. Första flygningen var CRS-10.

## Falcon 9
Flygningen var den första för raketens första steg. Under inflygningen mot Landing Zone 1 uppstod problem med raketstegets fenor. Raketen gjorde en mjuklandning i Atlanten, några kilometer från landningsplatsen.